# Barbuse
Barbuse is een kaartspel afkomstig uit Frankrijk. Het spel kan slechts met vier spelers gespeeld worden en bestaat eigenlijk uit vijf minigames, die door een spelmaker in de door hem gewenste volgorde worden gekozen. Doordat iedere spelmaker een andere volgorde van de minigames kan hanteren, ontstaat een kaartspel dat iedere keer weer anders is.

## Speluitleg

### Het Pak
Barbuse wordt gespeeld met 36 kaarten. Uit het pak worden alle jokers en kaarten onder de 6 verwijderd en terzijde gelegd. Zodoende ontstaat een pak van vier kleuren (harten, ruiten, schoppen en klaveren) met kaarten van 6 tot aas; de volgorde van deze kaarten is oplopend: 6, 7, 8, 9, 10, boer, vrouw, heer, aas. Het nu ontstane pak wordt voorafgaand aan ieder spel geschud en per drie kaarten onder de spelers verdeeld. Hierdoor bezit iedere speler aan het begin van een spel 9 kaarten.

### Het slagprincipe
Barbuse is een spel met slagen (net als hartenjagen, toupen en rikken). Het slagprincipe houdt in dat bij ieder nieuw spel de spelmaker de eerste kaart opgooit ('uitkomt'). De andere spelers moeten kaarten van dezelfde kleur bijleggen. Deze mogen zowel hoger als lager zijn. Alleen als een speler geen kaart van de gevraagde kleur bezit, mag deze een andere kleur naar keuze opgooien. Degene die de hoogste kaart van de door de spelmaker gekozen kleur heeft opgegooid, wint de slag en legt de vier kaarten gesloten naast zich neer. Vervolgens mag de speler die deze slag gewonnen heeft, met een nieuwe kaart uitkomen.

## De spellen
Barbuse bestaat uit de volgende 5 spelvormen.

### Knobbelen
Bij knobbelen is het de bedoeling dat de speler aan de hand van de toebedeelde kaarten inschat hoeveel slagen hij denkt te halen. Veel hoge kaarten (aas, koning, vrouw) of opvolgende kaarten vergroten de kans op het halen van veel slagen. Veel lage kaarten minimaliseren de kans tot het halen van veel slagen.
Zodra een speler een schatting van het aantal van zijn slagen heeft gemaakt, legt hij zijn vuist op tafel. Als iedere speler zijn vuist op tafel heeft geplaatst, telt de speloudste af: 3..2..1.., waarbij iedere speler het aantal vingers op tafel legt conform het aantal slagen dat deze denkt te halen (dit kan per speler nooit meer dan 9 zijn, er zijn immers maar 9 slagen te halen. Wel kan een speler 0 slagen denken te halen).
Vervolgens wordt het aantal vingers geteld:
- Is het aantal vingers samen meer of minder dan 9, dan moet iedere speler zijn geschatte slagen halen
- Is het aantal vingers 9, dan moet iedere speler 2 slagen halen (immers bij 9 slagen zou iedere speler zijn aantal slagen zonder problemen kunnen halen en is er geen verliezer)

De puntentelling bij knobbelen is als volgt:
- Als er slechts één speler is die zijn ingeschatte slagen niet heeft weten te halen, krijgt deze 80 strafpunten
- Als er 2 spelers zijn die hun ingeschatte slagen niet hebben weten te halen, krijgt elk van hen 40 strafpunten
- Als er 3 spelers zijn die hun ingeschatte slagen niet hebben weten te halen, krijgt elk van hen 20 strafpunten
- Als alle spelers niet hun ingeschatte aantal slagen halen, krijgen allen 10 strafpunten

### Geen Vrouwen
Bij 'Geen Vrouwen' is het de bedoeling tijdens het spel geen vrouwen binnen te halen. De spelmaker komt uit waarna er gespeeld wordt volgens het slagprincipe. Het spel is afgelopen zodra alle vrouwen gespeeld zijn.
De puntentelling bij 'Geen Vrouwen' is:
- Iedere vrouw is goed voor 20 strafpunten
- Naargelang het aantal vrouwen dat de spelers bezitten, krijgen zij 20, 40, 60 of 80 strafpunten.

### Geen Harten
Bij 'Geen Harten' is het de bedoeling tijdens het spel geen harten binnen te halen, of ervoor kiezen álle harten binnen te halen. Als het één speler lukt alle harten binnen te halen, krijgt deze bonuspunten. De spelmaker komt  uit waarna er gespeeld wordt volgens het slagprincipe. Het spel is afgelopen zodra alle harten gespeeld zijn.
De puntentelling bij 'Geen Harten' is:
- Iedere hartenkaart is goed voor 10 strafpunten
- De speler die alle harten weet binnen te halen, krijgt 90 bonuspunten

### Aanleggen
Bij 'Aanleggen' is het de bedoeling de kaarten weg te spelen volgens het patience-principe. Het spel begint als er een 10 op tafel ligt. Daarna kan elke speler een kaart aanleggen door een oplopende of een aflopende reeks te vormen met afwisselend een rode en een zwarte kaart. Wordt een Aas aangelegd, dan mag de speler nog een kaart aanleggen. Indien een speler niet kan aanleggen, moet hij passen.
De puntentelling bij 'Aanleggen' is:

Degene die als eerste alle kaarten heeft gespeeld, krijgt 0 strafpunten, de tweede speler 10 strafpunten, de derde speler 30 strafpunten en degene die als laatste zijn kaarten kwijt speelt, krijgt 50 strafpunten.

### Overige spelvormen
- Geen Hartenheer